# Sergio Liberatore
Sergio Liberatore (Canazei, 14 marzo 1964) è un dirigente sportivo ed ex hockeista su ghiaccio italiano.

## Biografia

### Giocatore
Liberatore ha giocato per tutta la sua carriera con la maglia del Fassa, con cui ha esordito in seconda serie nella stagione 1984-1985 quando ancora si chiamava Hockey Club Canazei. Della squadra è stato a lungo capitano.
Era un difensore noto per il gioco molto ruvido.

### Dirigente
Dopo il ritiro è diventato team manager dei fassani, ruolo che ha ricoperto fino al giugno 2009.
Nel 2015 è divenuto direttore sportivo dell'HC Fiemme, neoiscritto in serie B dopo dieci anni di assenza. Quando, nel maggio 2018 la società incorporò l'altra società della valle, l'Hockey Club Cornacci di Tesero, divenendo Valdifiemme Hockey Club, Liberatore lasciò l'incarico.

## Vita privata
Il figlio Federico è uno sciatore alpino.